# Трахов, Юсуф Хаджимусович
Юсуф Хаджимусович Трахов (1 января 1900—22 февраля 1938) — российский революционер, адыгейский и абхазский государственный, политический и общественный деятель. Кавалер ордена Красного Знамени (1924).

## Биография

### Начальная биография
Родился 1 января 1990 года в а. Шенджий. Окончил аульскую школу, поступил в Екатеринодарскую гимназию.
В РККА с апреля 1918 года был в рядах защитников Екатеринодара.
Мос Шовгенов. сказал 

-«Юсуф Трахов — настоящий красный джигит. Им может гордиться трудовой народ. Он лишний раз подтверждает верность адыгов делу революции».— 

### В Адыгее
Трахов в числе первых адыгов вступает в комсомол. Ему поручили возглавить борьбу с белозелеными бандами, которых в Адыгее пocле ухода белогвардейцев осталось немало.
Юсуф во главе ЧОНовских отрядов начал борьбу с остатками контрреволюции. Молодого способного чекиста заметили и привлекли для работы в Горской секции Кубано-Черноморского ревкома.
Здесь он познакомился с видным революционером Нестором Лакоба, дружба с которым сохранилась на всю жизнь.
После Гражданской войны с октября 1920 года до образования Адыгейской автономной области Юсуф принимает активное участие в работе секции.
Затем вместе с Хакурате и Даутом Гутякуловым работает в Горском исполкоме, избирается делегатом первого съезда Советов Адыгеи.
В 1922 году, когда образовалась Черкесская (Адыгейская) автономная область.
Одновременно в 1920—1923 годах Юсуф является председателем Шенджийского волостного Совета. Впоследствии Трахов работает заведующим отдела Псекупского окружного исполкома, ответственным работником Адыгейского облисполкома.
В 1924 году вступает в члены ВКП(б). Первым в Адыгее награждён орденом боевого Красного Знамени.

### В Абхазии
В 1930 году по ходатайству Нестора Аполлоновича Лакобу в Абхазию переводят Юсуфа Трахова народным комиссаром снабжения.
В последующие годы он возглавлял сельскохозяйственный трест, комиссариат местной промышленности, был ответственным работником наркомата финансов.

### Арест
В 1936 году Юсуфа Трахова исключили из партии, арестовали, и два года следователи НКВД Грузии фабриковали дело Трахова Ю. Х., троцкиста и изменника родины.
16 февраля 1938 года постановлением НКВД Грузинской ССР он был осужден по статьям 58-10, 58-11
Уголовного Кодекса Грузии к расстрелу с конфискацией лично ему принадлежащего имущества.
Приговор приведён в исполнение в тот же день.

## Награды
- Награждён в 1924 году орденом Красного Знамени Член Президиума Адыгейского-Черкесского обисполкома: Прик. РВСР № 350: 1924 г.Трахов.